# Prism (àlbum)
Prism (lit. ‘Prisme’) és el tercer àlbum de la cantant nord-americana Katy Perry. Va ser publicat el 22 d'octubre de 2013 per la discogràfica Capitol. Els productors del disc van ser Dr. Luke, Max Martin, Benny Blanco, StarGate y Greg Wells, que ja van treballar en el seu anterior disc Teenage Dream.
Perry va coescriure totes les cançons, amb l'ajuda de Bonnie McKee, Emeli Sandé, Sia Furler y Lukasz Gottwald, entre d'altres. També va col·laborar el raper Juicy J a la cançó "Dark Horse". Al principi, Katy volia fer un àlbum "més fosc", però va canviar d'idea al inspirar-se en el llibre The Power of Now.
Alguns comentaristes van dir que el so de l'àlbum està molt influenciat pel pop suec dels anys 1990's.

## Contingut musical
Prism està principalment inspirat en el pop suec, amb elements de teen pop i el dance pop. Igual que el seu disc anterior, inclou el hip hop, l'electropop, dance i el power pop, principalment la música dels anys 1980 i 90 influeix en els seus temes. L'àlbum parla d'assumptes com les ruptures, l'amor propi, el auto empoderament i la introspecció. Perry va explicar a Matt Diehl, de Billboard, que en realitat s'havia inspirat "en un curt de sis minuts creat per Eckhart Tolle que parla sobre la pèrdua, fent esment a el llibre The Power of Now.